# New Nation (Südafrika)
New Nation (etwa: „Neue Nation“) war eine südafrikanische überregionale Wochenzeitung. Sie erschien auf Englisch, richtete sich vor allem an Schwarze und war gegen die Apartheid eingestellt. New Nation erschien von 1985 bis 1997.

## Geschichte
Die Zeitung wurde von der Catholics Bishops Publishing Company in Johannesburg herausgegeben, die von der South African Catholic Bishops Conference gegründet worden war. Erster Chefredakteur war Zwelakhe Sisulu (1950–2012), ein Sohn der Oppositionspolitiker Walter und Albertina Sisulu. 1988 kostete eine Ausgabe 50 Cent. Sie hatte 24 Seiten im Tabloid-Format und enthielt die vierseitige Beilage Learning Nation, in der Lernstoff verschiedener Gebiete vermittelt wurde. Die Auflage betrug 1988 rund 35.000.
Sisulu wurde wegen seiner Tätigkeit für New Nation erstmals im Juni 1986 für rund drei Wochen ohne Anklage inhaftiert. Ab dem 12. Dezember 1986 wurde er erneut ohne Anklage festgehalten und erst am 2. Dezember 1988 freigelassen. Er wurde 1987 mit dem Louis M. Lyons Award for Conscience and Integrity in Journalism (etwa: „Louis-M.-Lyons-Preis für Gewissen und Integrität im Journalismus“) der US-amerikanischen Nieman Foundation ausgezeichnet. Eine Bedingung für Sisulus Haftentlassung 1988 war, dass er nicht mehr als Chefredakteur arbeiten durfte.
Die Zensurbehörden drohten mehrfach mit dem Bann der Zeitung. Im März 1988 wurde New Nation nach einer neugeschaffenen Bestimmung des Ausnahmezustands ohne Begründung für drei Monate gebannt. Die meisten südafrikanischen Chefredakteure kritisierten diese Einschränkung der Pressefreiheit.
Die letzte Ausgabe der New Nation erschien im Mai 1997.

## Nachwirkungen
Sisulu wurde 1990 Pressesekretär und persönlicher Assistent des freigelassenen ANC-Politikers Nelson Mandela. 1994 bis 1997 leitete er die South African Broadcasting Corporation.